# Hody
Hody (en wallon Hodî et prononcé localement Hôdî) est une section de la commune belge d'Anthisnes située en Région wallonne dans la province de Liège.
C'était une commune à part entière avant la fusion des communes de 1977.

## Géographie

### Situation
Hody se situe sur un tige condrusien entre les villages de Tavier, Villers-aux-Tours, Anthisnes et Vien. Le village est traversé par la N.638 Méan-Esneux.

## Démographie
- Sources:INS, Rem:1831 jusqu'en 1970=recensements, 1976= nombre d'habitants au 31 décembre
- 1890: Scission de Poulseur

## Histoire
Les premières mentions de Hody sont datées de peu avant le Moyen Âge et sont très rares, hormis les vestiges d'une villa gallo-romaine et une représentation de Bacchus (dieu romain de la vigne et du vin). On commence à trouver des traces du village au XIe siècle et une mention explicite en 1209. Il fait partie du Comté de Logne et relève du Quartier d'Ocquier, alors qu'Anthisnes et Vien relèvent du Quartier du Condroz.
Les avoués de Hody sont, dès 1444, les seigneurs du Sart, une des sept seigneuries « d'au-delà les bois ». En 1645, l'histoire de Hody et celle d'Anthisnes se confondent déjà : la vouerie de Hody est exercée par Godefroid d'Antine, puis passe aux barons de Wal.
Curiosité de l'histoire, le Conseil municipal de Hody demande l'unification de sa commune à celle d'Anthisnes dès le 17 juin 1803. Leur vœu sera exaucé un peu moins de 174 ans plus tard…
On retient surtout qu'Hody est un village martyr à la suite du massacre perpétré par les SS de la division « Das Reich » durant la Seconde Guerre mondiale : quinze civils assassinés, six blessés, les maisons incendiées, la terreur du 6 septembre 1944.

## Patrimoine et culture

### Patrimoine architectural
Le village se compose principalement de constructions des XIXe et XXe siècles en moellons de grès.
Deux édifices remarquables occupent le centre de la localité :
- L'église Saint-Pierre est une église romane érigée lors de la fin du XIe siècle, modifiée au XVIIIe siècle et restaurée en 2003. Elle comporte une tour crénelée surmontée d'un clocher datant du XIVe siècle ainsi qu'une ancienne chapelle castrale et ses deux sacristies datées du XVe siècle. Les décors baroques où figurent six panneaux stuqués séparés par des arcs doubleaux[3] sont classés sur la liste du patrimoine exceptionnel de la Région wallonne depuis le 27 mai 2009.
- En dessous de l'église, de l'autre côté de la route nationale, se trouve l'imposante ferme du Château construite au XVIe siècle. C’était un prieuré de l'ordre des Guillemins, dépendant de la Principauté de Stavelot-Malmedy[3].

## Homonymie
Hody est aussi un nom de famille.